# Sågtjärnen (Skorpeds socken, Ångermanland, 702543-159745)
Sågtjärnen är en sjö i Örnsköldsviks kommun i Ångermanland och ingår i Nätraåns huvudavrinningsområde. Sjön är 6,5 meter djup, har en yta på 0,144 kvadratkilometer och befinner sig 294,2 meter över havet. Sjön avvattnas av vattendraget Sörån. Vid provfiske har abborre, lake och mört fångats i sjön.

## Delavrinningsområde
Sågtjärnen ingår i det delavrinningsområde (702610-159703) som SMHI kallar för Utloppet av Sågtjärnen. Medelhöjden är 328 meter över havet och ytan är 1,89 kvadratkilometer. Räknas de 3 avrinningsområdena uppströms in blir den ackumulerade arean 15,18 kvadratkilometer. Sörån som avvattnar avrinningsområdet har biflödesordning 2, vilket innebär att vattnet flödar genom totalt 2 vattendrag innan det når havet efter 67 kilometer. Avrinningsområdet består mestadels av skog (81 procent). Avrinningsområdet har 0,14 kvadratkilometer vattenytor vilket ger det en sjöprocent på 7,5 procent.